# (1689) Floris-Jan
(1689) Floris-Jan – planetoida z pasa głównego asteroid okrążająca Słońce w ciągu 3 lat i 306 dni w średniej odległości 2,45 au. Została odkryta 16 września 1930 roku w Leiden Station w Johannesburgu przez Hendrika van Genta. Nazwa planetoidy pochodzi od Florisa-Jana van der Meulena, 5000. gościa wystawy astronomicznej w Sterrewacht Leiden. Przed nadaniem nazwy planetoida nosiła oznaczenie tymczasowe (1689) 1930 SO.